# Marosnémeti református templom
A marosnémeti református templom műemlékké nyilvánított templom Romániában, Hunyad megyében. A romániai műemlékek jegyzékében a HD-II-m-A-03365 sorszámon szerepel.

## Története
1640 körül épült, valószínűleg egy középkori templom helyén; erre utal boltozatos szentélye. A falu hosszú időn át a Gyulay család birtoka volt, a templom a család udvari papságaként működött. A Gyulai család és a Kuun család tagjai közül többen a templomban vannak eltemetve. 1930-ig önálló gyülekezet volt, utána megszűnt a lelkészi állás, és Marosillyéről, illetve Déváról jártak ki a szolgálattevő lelkészek. 1760-ban készült harangja a gyülekezet megszűnésekor a dévai református templomba került át.
1978-ban a templomra új tető került. 2000-re a gyülekezet elnéptelenedett, a gazdátlan templom állapota folyamatosan romlott. 2020 és 2022 között a magyar kormány és a Hunyad Megyei Tanács támogatásával a templomot felújították.

## Leírása
Léstyán Ferenc szerint eredetileg román stílusú bazilika lehetett. Szentélye sokszögű, alatta található a Haller és Gyulay család címere. A mennyezete részben boltozatos. A torony alatti bejáratnál egy szőlőfürtöt ábrázoló reneszánsz jellegű kőfaragvány található. 